# Penny Dreadful/Episodenliste

Logo zur Serie

Diese Episodenliste enthält alle Episoden der US-amerikanischen Thrillerserie Penny Dreadful, sortiert nach der US-amerikanischen Erstausstrahlung. Zwischen 2014 und 2016 entstanden in drei Staffeln insgesamt 27 Episoden mit einer Länge von jeweils etwa 54 Minuten.

## Übersicht
| Staffel | Episodenanzahl | Erstausstrahlung USA | Erstausstrahlung USA | Deutschsprachige Erstausstrahlung | Deutschsprachige Erstausstrahlung |
| Staffel | Episodenanzahl | Staffelpremiere      | Staffelfinale        | Staffelpremiere                   | Staffelfinale                     |
| ------- | -------------- | -------------------- | -------------------- | --------------------------------- | --------------------------------- |
| 1       | 8              | 11. Mai 2014         | 29. Juni 2014        | 16. September 2014                | 16. September 2014                |
| 2       | 10             | 3. Mai 2015          | 5. Juli 2015         | 8. Mai 2015                       | 10. Juli 2015                     |
| 3       | 9              | 1. Mai 2016          | 19. Juni 2016        | 2. Mai 2016                       | 20. Juni 2016                     |

## Staffel 1
Die Erstausstrahlung der ersten Staffel war vom 11. Mai bis zum 29. Juni 2014 auf dem US-amerikanischen Kabelsender Showtime zu sehen. Im deutschsprachigen Raum war die Serie seit dem 16. September 2014 über Netflix abrufbar.
| Nr. (ges.) | Nr. (St.) | Deutscher Titel                 | Originaltitel                | Erstausstrahlung USA | Deutschsprachige Erstausstrahlung (A/CH) | Regie          | Drehbuch   | Zuschauer (USA) |
| --- | --------- | ------------------------------- | ---------------------------- | -------------------- | ---------------------------------------- | -------------- | ---------- | --------------- |
| 1 | 1         | Nachtarbeit                     | Night Work                   | 11. Mai 2014         | 16. Sep. 2014                            | J. A. Bayona   | John Logan | 0,872 Mio.      |
| Die Episode beginnt im viktorianischen England, 1891 und zeigt die brutale Entführung einer Frau und ihrer Tochter und später die Entdeckung ihrer zerstückelten Körper. Zwischenzeitlich rekrutiert die mysteriöse Vanessa Ives den geschickten Meisterschützen Ethan Chandler für etwas „Nachtarbeit“. Sie stellt ihm Sir Malcolm Murray vor, der Vater der kürzlich entführten Mina Murray. Das Trio infiltriert ein Vampirnest auf der Suche nach Mina. Sie finden und töten einen bösartigen Vampir und rekrutieren schließlich Victor Frankenstein, um diesen untersuchen zu lassen. Durch die Autopsie werden auf der Haut des Vampirs Hieroglyphen gefunden, die wie sich herausstellt, aus dem ägyptischen Buch der Toten stammen. Ethan ist überfordert von der neuen Welt, die sich ihm eröffnet, nimmt seine Bezahlung und zieht sich aus dem Arbeitsverhältnis zu Vanessa und Malcolm zurück. Später ist er nochmals in Versuchung, wieder zurückzukehren. Frankenstein erweckt in seinem Labor mittels Elektrizität einen toten Körper zum Leben. |           |                                 |                              |                      |                                          |                |            |                 |
| 2 | 2         | Die Séance                      | Séance                       | 18. Mai 2014         | 16. Sep. 2014                            | J. A. Bayona   | John Logan | 0,722 Mio.      |
| Sir Malcolm bietet der Polizei seine Unterstützung im Ripper-Fall an und rät, dass man nach einer Bestie statt einem Mann suchen sollte. Ethan freundet sich mit Brona Croft an, einer kränklichen Frau, die später ein intensives erotisches Aufeinandertreffen mit dem verführerischen und charmanten Dorian Gray hat. Vanessa und Malcolm wohnen Ferdinand Lyles Party bei. Dort treffen Vanessa und Dorian aufeinander und sind sofort stark voneinander angezogen. Ferdinand lässt eine Hellseherin bringen, die zusammen mit den Partygästen eine Séance abhält. Dabei gibt es eine verstörende Wende, als Vanessa von einem bösen Wesen besessen wird. Am nächsten Tag studiert Ferdinand den Rest der fotografierten Hieroglyphen und macht eine beunruhigende Entdeckung. Victor verbringt einen unbeschwerten Tag mit seiner Kreation, dieser wird aber von einem ungebetenen Besucher vorzeitig unterbrochen. |           |                                 |                              |                      |                                          |                |            |                 |
| 3 | 3         | Die Wiederauferstehung          | Resurrection                 | 25. Mai 2014         | 16. Sep. 2014                            | Dearbhla Walsh | John Logan | 0,734 Mio.      |
| Victor wird gezwungen, sich mit seinem Gast zu unterhalten der eine absonderliche Forderung stellt. Ethan trifft wieder auf Vanessas und Malcolm und offenbart später eine außergewöhnliche Begabung. Vanessas Visionen von Mina führen die Gruppe in den Londoner Zoo, wo sie auf einen leibeigenen Vampir stoßen. Malcolm vermutet daraufhin, dass Mina als Köder benutzt wird um eine wertvollere Beute anzulocken – Vanessa. |           |                                 |                              |                      |                                          |                |            |                 |
| 4 | 4         | Die Halbwelt                    | Demimonde                    | 1. Juni 2014         | 16. Sep. 2014                            | Dearbhla Walsh | John Logan | 0,730 Mio.      |
| Vanessa ist immer mehr und mehr vernarrt in Dorian. Victor und Professor Van Helsing studieren das Blut von Fenton, in der Hoffnung eine Heilung finden zu können. Brona und Ethans aufkeimende Beziehung wird ruiniert durch ein unbehagliches Treffen mit Dorian und Vanessa. Malcolm und Victor treffen den Meistervampir von Angesicht zu Angesicht. Mit gebrochenem Herzen und hin- und hergerissen verfällt Ethan Dorians Reizen. Nachdem sie herausgefunden haben, dass sie manipuliert wurden, diskutieren Malcolm und Vanessa über die Möglichkeit, dass Mina schon zu weit weg sein könnte, um gerettet zu werden. |           |                                 |                              |                      |                                          |                |            |                 |
| 5 | 5         | Zwei Frauen                     | Closer Than Sisters          | 8. Juni 2014         | 16. Sep. 2014                            | Coky Giedroyc  | John Logan | 0,797 Mio.      |
| Durch einen Brief an Mina wird ihre und Vanessas Vorgeschichte erzählt. Die Familien Ives und Murray waren Nachbarn und befreundet. Vanessa und Mina standen sich näher als Schwestern. Es war eine ausgemachte Sache, dass Vanessa Minas gebrechlichen Bruder Peter heiraten sollte. Als junges Mädchen ertappte Vanessa Malcolm und ihre Mutter beim Fremdgehen. Auch wenn sie es geheim hielt, führte diese Erfahrung mehr und mehr dazu, dass Vanessas dunkle Seite Macht über sie gewann. Dadurch kam es schließlich dazu, dass Vanessa Minas Verlobten in der Nacht vor deren Hochzeit verführte. Mina erwischte die beiden schließlich inflagranti. Die Familien brachen nach diesem Vorfall sofort jeden Kontakt zueinander ab. Diese Belastung führte zu Vanessas Hellseherei und sie wurde zu einem Medium. Sie wurde ins Irrenhaus überwiesen, was sie weitestgehend katatonisch verbleiben ließ. Vanessa erholte sich mit der Unterstützung eines bösen Geistes in der Gestalt von Malcolm. Einige Zeit später traf Vanessa auf Mina, die ihr verzieh. Mina offenbarte aber, dass sie von dem Meistervampir entführt wurde. Das führte dazu, dass Vanessa Malcolm ausfindig machte, um zusammen nach Mina zu suchen. |           |                                 |                              |                      |                                          |                |            |                 |
| 6 | 6         | Was der Tod zusammengefügt hat… | What Death Can Join Together | 15. Juni 2014        | 16. Sep. 2014                            | Coky Giedroyc  | John Logan | 0,681 Mio.      |
| Malcolm, Ethan und Sembene spüren die Vampire in einem unter Quarantäne gestellten Schiff auf und sind dabei Mina näher, als sie denken. Aufgrund des Misstrauens zu Vanessa, ermutigt Malcolm sie, den Abend mit Dorian zu verbringen, aber sie muss das Beisammensein abbrechen, als der Geist sie heimsucht. Brona versöhnt sich mit Ethan, ihr Zustand wird allerdings zunehmend schlechter. Van Helsing versucht, Frankenstein sein Wissen über Vampire zu vermitteln, wird aber von Caliban, Frankensteins Monster, getötet. Dieser beabsichtigt jeden zu töten, der seinem Schöpfer nahe ist. |           |                                 |                              |                      |                                          |                |            |                 |
| 7 | 7         | Besessen                        | Possession                   | 22. Juni 2014        | 16. Sep. 2014                            | James Hawes    | John Logan | 0,799 Mio.      |
| Während Vanessas Abend mit Dorian ergreift ein Dämon Besitz von ihr. Sir Malcolm kann sie aber zusammen mit Ethan, Victor und Sembene überwältigen, aber ihr Zustand verschlechtert sich zunehmend. Sir Malcolm heuert daraufhin einen Priester für einen Exorzismus an, der aber inmitten des Rituals von Vanessa angegriffen wird. Ethan beendet dann das Ritual. Vanessa kollabiert, taucht aber später aus ihrem Zimmer wieder auf. Sie informiert Sir Malcolm, dass sie nun den Aufenthaltsort von Mina kennt. |           |                                 |                              |                      |                                          |                |            |                 |
| 8 | 8         | Grand Guignol                   | Grand Guignol                | 29. Juni 2014        | 16. Sep. 2014                            | James Hawes    | John Logan | 0,856 Mio.      |
| Vanessa weist Dorians weitere Annäherungsversuche zurück mit dem Vorwand, dass er nicht gut für sie sei. Calibans erste Liebe endet schmerzlich und er ist gezwungen, das Theater zu verlassen und zu Victors Unterkunft zurückzukehren. Victor hatte zunächst vor, seine Kreation Caliban umzubringen, hat aber dann Mitleid mit ihm. Bronas Tuberkulose ist im Endstadium. Ohne Ethans Wissen erstickt Victor sie und benutzt ihren Körper, um eine Partnerin für Caliban zu erschaffen. Als Malcolms Team Mina im Grand Guignol Theater vorfindet, nimmt diese Vanessa gefangen, um sie zur Braut ihres Meisters zu machen. Malcolm tötet Mina, um Vanessa zu retten. Während Ethan versucht, Bronas Tod mit Alkohol zu vergessen, wird er von Kopfgeldjägern aufgespürt, die ihn zurück nach Amerika und seinem Vater bringen sollen. Er verwandelt sich in einen Werwolf und tötet sie. Vanessa erbittet von einem Priester einen Exorzismus; dieser jedoch fragt sie, ob sie wirklich normal sein möchte. |           |                                 |                              |                      |                                          |                |            |                 |

## Staffel 2
Die Erstausstrahlung der zweiten Staffel war vom 3. Mai bis zum 5. Juli 2015 auf dem US-amerikanischen Kabelsender Showtime zu sehen. Im deutschsprachigen Raum ist auch die zweite Staffel über Netflix abrufbar.
| Nr. (ges.) | Nr. (St.) | Deutscher Titel                 | Originaltitel                   | Erstausstrahlung USA | Deutschsprachige Erstausstrahlung (D) | Regie         | Drehbuch   | Zuschauer (USA) |
| ---------- | --------- | ------------------------------- | ------------------------------- | -------------------- | ------------------------------------- | ------------- | ---------- | --------------- |
| 9          | 1         | Frische Hölle                   | Fresh Hell                      | 3. Mai 2015          | 8. Mai 2015                           | James Hawes   | John Logan | 0,575 Mio.      |
| 10         | 2         | Verbis Diablo                   | Verbis Diablo                   | 10. Mai 2015         | 15. Mai 2015                          | James Hawes   | John Logan | 0,536 Mio.      |
| 11         | 3         | Die Nachtwandler                | The Nightcomers                 | 17. Mai 2015         | 22. Mai 2015                          | Brian Kirk    | John Logan | 0,639 Mio.      |
| 12         | 4         | Böse Geister in der Himmelswelt | Evil Spirits in Heavenly Places | 24. Mai 2015         | 29. Mai 2015                          | Damon Thomas  | John Logan | 0,640 Mio.      |
| 13         | 5         | Der Himmel deckt mich zu        | Above the Vaulted Sky           | 31. Mai 2015         | 5. Juni 2015                          | Damon Thomas  | John Logan | 0,712 Mio.      |
| 14         | 6         | Wohlige Schauer                 | Glorious Horrors                | 7. Juni 2015         | 12. Juni 2015                         | James Hawes   | John Logan | 0,566 Mio.      |
| 15         | 7         | Kleiner Skorpion                | Little Scorpion                 | 14. Juni 2015        | 19. Juni 2015                         | Brian Kirk    | John Logan | 0,572 Mio.      |
| 16         | 8         | Memento Mori                    | Memento Mori                    | 21. Juni 2015        | 26. Juni 2015                         | Kari Skogland | John Logan | 0,523 Mio.      |
| 17         | 9         | Der Wolf Gottes                 | And Hell Itself My Only Foe     | 28. Juni 2015        | 3. Juli 2015                          | Brian Kirk    | John Logan | 0,604 Mio.      |
| 18         | 10        | Sie waren Feinde                | And They Were Enemies           | 5. Juli 2015         | 10. Juli 2015                         | Brian Kirk    | John Logan | 0,746 Mio.      |

## Staffel 3
Die Erstausstrahlung der dritten Staffel war vom 1. Mai bis zum 19. Juni 2016 auf dem US-amerikanischen Kabelsender Showtime zu sehen. Im deutschsprachigen Raum ab dem 2. Mai 2016 auf Netflix, ebenfalls wöchentlich.
| Nr. (ges.) | Nr. (St.) | Deutscher Titel             | Originaltitel            | Erstausstrahlung USA | Deutschsprachige Erstausstrahlung () | Regie        | Drehbuch                                 | Zuschauer (USA) |
| ---------- | --------- | --------------------------- | ------------------------ | -------------------- | ------------------------------------ | ------------ | ---------------------------------------- | --------------- |
| 19         | 1         | Der Tag als Tennyson starb  | The Day Tennyson Died    | 1. Mai 2016          | 2. Mai 2016                          | Damon Thomas | John Logan                               | 0,540 Mio.      |
| 20         | 2         | Fleisch und Blut            | Predators Far and Near   | 8. Mai 2016          | 9. Mai 2016                          | Damon Thomas | John Logan                               | 0,554 Mio.      |
| 21         | 3         | Kein Tag und keine Nacht    | Good and Evil Braided Be | 15. Mai 2016         | 16. Mai 2016                         | Damon Thomas | John Logan                               | 0,599 Mio.      |
| 22         | 4         | Der gefallene Engel         | A Blade of Grass         | 22. Mai 2016         | 23. Mai 2016                         | Toa Fraser   | John Logan                               | 0,482 Mio.      |
| 23         | 5         | Diese Welt ist unsere Hölle | This World Is Our Hell   | 29. Mai 2016         | 30. Mai 2016                         | Paco Cabezas | Andrew Hinderaker                        | 0,656 Mio.      |
| 24         | 6         | Draculas Kuss               | No Beast So Fierce       | 5. Juni 2016         | 6. Juni 2016                         | Paco Cabezas | Andrew Hinderaker & Krysty Wilson-Cairns | 0,722 Mio.      |
| 25         | 7         | Welt in Finsternis          | Ebb Tide                 | 12. Juni 2016        | 13. Juni 2016                        | Paco Cabezas | John Logan                               | 0,651 Mio.      |
| 26         | 8         | Ewige Nacht                 | Perpetual Night          | 19. Juni 2016        | 20. Juni 2016                        | Damon Thomas | Krysty Wilson-Cairns                     | 0,448 Mio.      |
| 27         | 9         | Die gesegnete Dunkelheit    | The Blessed Dark         | 19. Juni 2016        | 20. Juni 2016                        | Paco Cabezas | John Logan                               | 0,551 Mio.      |